# Гидросульфит рубидия
Гидросульфи́т руби́дия — неорганическое соединение, 
кислая соль щелочного металла рубидия и сернистой кислоты 
с формулой RbHSO3, 
бесцветные кристаллы, 
растворяется в воде.

## Получение
- Насыщение диоксидом серы тёплого раствора гидроксида рубидия или карбоната рубидия:

{\displaystyle {\mathsf {RbOH+SO_{2}\ {\xrightarrow {}}\ RbHSO_{3}}}}
{\displaystyle {\mathsf {Rb_{2}CO_{3}+2SO_{2}+H_{2}O\ {\xrightarrow {}}\ 2RbHSO_{3}+CO_{2}\uparrow }}}

## Физические свойства
Гидросульфит рубидия образует бесцветные кристаллы.
Растворяется в воде.

## Химические свойства
- При нагревании образует метабисульфит:

{\displaystyle {\mathsf {2RbHSO_{3}\ {\xrightarrow {80^{o}C}}\ Rb_{2}S_{2}O_{5}+H_{2}O}}}
- В водных растворах гидросульфит-ион находится в таутомерном равновесии с сульфонат-ионом [1]:

{\displaystyle {\mathsf {HOSO_{2}^{-}\ \rightleftarrows \ HSO_{3}^{-}}}}